# Raffaele Pierotti
Raffaele Pierotti, OP, nascido: Giovanni Antonio Pierotti (Lucca, 1 de janeiro de 1836 - Roma, 7 de setembro de 1905) foi um cardeal da Igreja Católica Romana. De 1887 a 1897 foi teólogo da casa papal.

## Vida
Pierotti juntou 15-year-old em 1851   os dominicanos em, recebeu o nome religioso Raffaele e era um novato no mosteiro de Anagni, onde mais tarde pelo Cardeal Tommaso Zigliara foi ensinado. Em 9 de janeiro de 1857, ele fez a profissão . Em 1860 ele obteve um doutorado em teologia. Quando ele recebeu a ordenação não está claro.
Mais tarde tornou-se mestre de noviços e professor de teologia no Collegio San Tommaso d'Aquino na igreja dominicana de Santa Maria sopra Minerva em Roma, onde também estudou. De 1870 a 1873, Pierotti também foi professor. Em 1873 tornou-se pastor de Santa Maria sopra Minerva. 
Em 1887, o Papa Leão XIII nomeou-o . ao mestre do Palácio Apostólico , d. h. ao seu consultor teológico com a tarefa de preparar decisões papais em disputas.   Em Pierottis posse foi a Carta Apostólica Curae Apostolicæ sobre a validade de anglicanas ordenações .
No consistório de 30 de novembro de 1896, Leão XIII tomou. Pierotti como cardeal diácono de Santi Cosma e Damiano ao Colégio Cardinalício por diante. Após a morte do papa, ele participou do conclave em 1903 , que Pio X escolheu. O Cardeal Pierotti morreu dois anos depois e foi enterrado na banda dominicana de Campo Verano, em Roma.